# Matt (Suíça)
Matt é uma comuna da Suíça, no Cantão Glaris, com cerca de 366 habitantes. Estende-se por uma área de 41,27 km², de densidade populacional de 9 hab/km². Confina com as seguintes comunas: Elm, Engi, Flums (SG), Mels (SG), Schwanden.
A língua oficial nesta comuna é o Alemão.